# Liste der Domprediger am Wiener Stephansdom

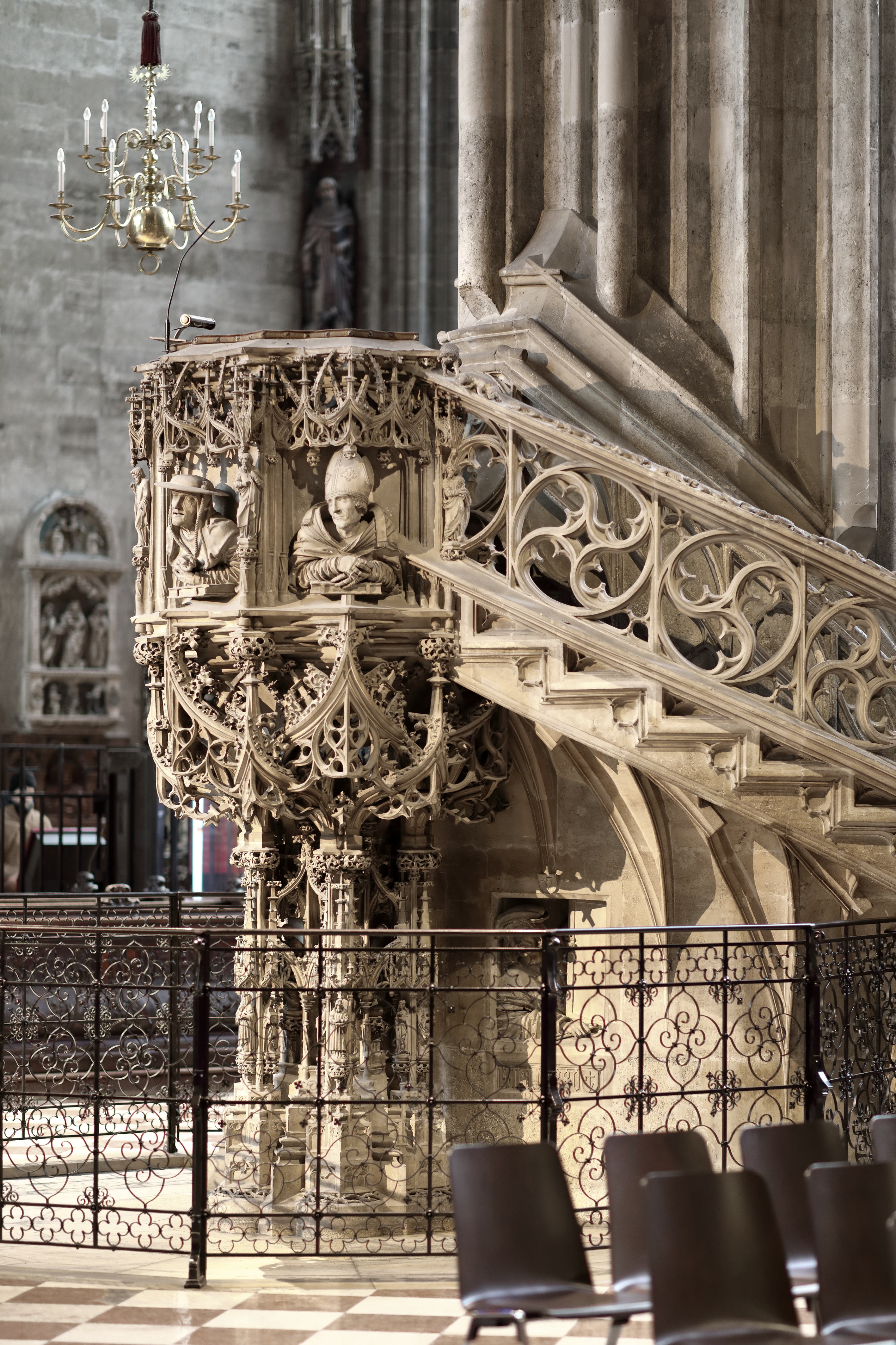
Die Domkanzel des Stephansdoms von 1510/1515

Als Domprediger an der Domkirche St. Stephan zu Wien waren tätig:
| Name                                                 | von       | bis                                                                    |
| ---------------------------------------------------- | --------- | ---------------------------------------------------------------------- |
| Urban Sagstetter                                     | 1551      | 1553                                                                   |
| Petrus Canisius SJ                                   | 1554      | 1555                                                                   |
| Martin Eisengrein                                    | 1560      | 1562                                                                   |
|                                                      |           |                                                                        |
| Albert Curtz SJ                                      | nach 1629 | vor 1646                                                               |
|                                                      |           |                                                                        |
| Franz Peickhard                                      |           |                                                                        |
|                                                      |           |                                                                        |
| Ignaz Reiffenstuell                                  | um 1711   | 1720                                                                   |
| Joseph Schneller * 1734; † 1802                      |           |                                                                        |
|                                                      |           |                                                                        |
| Jakob Mazzioli † 1791                                |           |                                                                        |
|                                                      |           |                                                                        |
| Michael Schwickart                                   |           |                                                                        |
|                                                      |           |                                                                        |
| Joseph Wagner † 1808                                 |           |                                                                        |
|                                                      |           |                                                                        |
| Jakob Rudolf Khünl * 1775; † 1825                    | 1810      |                                                                        |
|                                                      |           |                                                                        |
| Johann Emanuel Veith                                 | 1831      | 1845                                                                   |
|                                                      |           |                                                                        |
| Anton Josef Gruscha                                  | 1855      | 1878?                                                                  |
|                                                      |           |                                                                        |
| Maximilian Brenner                                   |           |                                                                        |
|                                                      |           |                                                                        |
| Mathias Heumann                                      |           |                                                                        |
|                                                      |           |                                                                        |
| Leopold Engelhard * 1892; † 1950                     | 1919      | 1932? 1939? (1939 Pfarrer in Ottakring)                                |
| Josef Streidt * 20. März 1905; † 28. Januar 1961     | 1939      | 1945? (1945 Ordinariatskanzler, 1953 Generalvikar des Erzbistums Wien) |
| Anton Wesely * 30. September 1908; † 14. August 1983 | 1941      | 1946 (dann Domkapellmeister)                                           |
| Karl Raphael Dorr                                    | ? (1946)  | ?                                                                      |
|                                                      |           |                                                                        |
| Otto Mauer                                           | 1954      | ? († 1973)                                                             |
| Adolf Zimmermann                                     | 1968      | 1991                                                                   |
| Ewald Huscava * 11. Februar 1957                     | seit 2007 |                                                                        |